# Megabalanus venezuelensis
Megabalanus venezuelensis is een zeepokkensoort uit de familie van de Balanidae. De wetenschappelijke naam van de soort is voor het eerst geldig gepubliceerd in 1966 door Weisbord.